# 차진

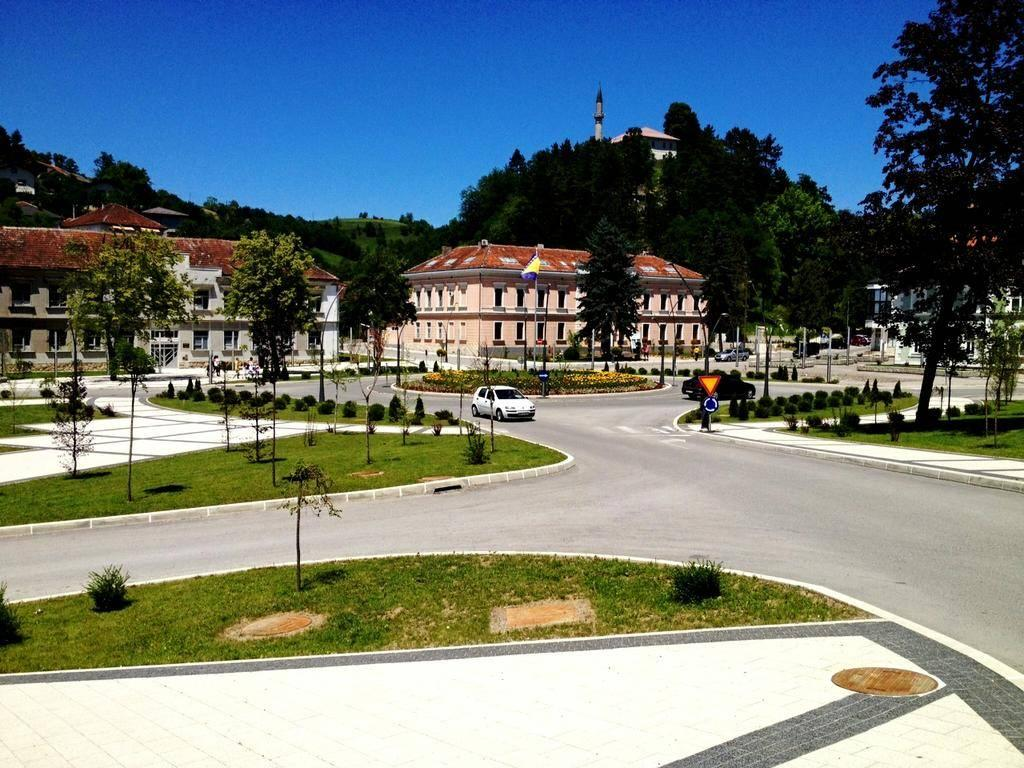
차진

차진의 위치

차진(세르비아어: Цазин, Cazin, 보스니아어: Cazin, 크로아티아어: Cazin)은 보스니아 헤르체고비나 북서부에 위치한 도시로 면적은 356km2, 인구는 69,411명(2013년 기준), 인구 밀도는 195명/km2이다.
행정 구역상으로는 보스니아 헤르체고비나 연방 우나사나 주에 속한다. 비하치와 벨리카클라두샤를 연결하는 도로가 지나간다.

## 같이 보기
- 우나사나주
- 보산스카크라이나